# Радече
Радече (словен. Radeče) је град и управно средиште истоимене општине Радече, која припада Савињској регији у Републици Словенији.
По попису становништва из 2011. године насеље Радече имало је 2.168 становника.

## Познате личности
- Бењамин Шешко, словеначки фудбалер